# فريدي هينستروزا
فريدي هينستروزا (بالإسبانية: Fredy Hinestroza) (5 أبريل 1990 بميديلين في كولومبيا - ) هو لاعب كرة قدم كولومبي في مركز الوسط. لعب مع أتلتيكو ناسيونال وريال سرقسطة ونادي خيتافي ولا إكويداد ‏.

## روابط خارجية
- فريدي هينستروزا على موقع قاعدة بيانات كرة القدم.إي يو (الإنجليزية)
- فريدي هينستروزا على موقع Soccerway.com (الإنجليزية)
- فريدي هينستروزا على موقع AS.com (الإسبانية)